# پدرو-ردریگس
پدرو ردریگس دهستانی در استان آبیلای اسپانیا است.
در این دهستان ۲۲۳ نفر زندگی می‌کنند. مساحت این دهستان ۱۴٫۲۳ کیلومتر مربع است.